# Oleksandr Syrsky
Oleksandr Stanislavovych Syrsky (Oekraïens: Олександр Станіславович Сирський) (Vladimir, 26 juli 1965) is een Oekraïense generaal en sinds februari 2024 opperbevelhebber van de Oekraïense krijgsmacht. Voorheen was hij sinds 2019 commandant van de Oekraïense Grondtroepen.
Tijdens de Russische invasie van Oekraïne begin 2022 voerde Syrskyi het bevel over de verdediging van Kiev. Later dat jaar in september voerde hij het bevel over het tegenoffensief in Charkov.

## Biografie
Syrskyi werd geboren in 1965 in Vladimir, Russische SFSR. Hij studeerde in 1986 af aan de Moskouse Hogere Militaire Commandoschool, de belangrijkste militaire onderwijsinstelling van de Sovjet-Unie en diende in het Sovjet Artilleriekorps. 

## Militaire carrière
Aanvankelijk diende hij in een gemechaniseerde artillerie-eenheid met eenheden die bestemd waren om nucleaire granaten af te vuren. Hij diende in Afghanistan, Tadzjikistan en Tsjechië tot het uiteenvallen van de Sovjet-Unie in 1991. Als Sovjet-commandant kwam hij in de Oekraïense stad Poltava terecht, waar hij na het uiteenvallen van de Sovjet-Unie bleef. Daar klom hij geleidelijk op in het Oekraïense leger. Hij voerde het bevel over de 72e Gemechaniseerde Brigade van Oekraïne en werd gepromoveerd tot generaal-majoor. Vanaf 2013 was hij de eerste plaatsvervangend hoofd van het hoofdcommandocentrum van de strijdkrachten van Oekraïne. In november 2013 besprak Syrskyi namens het Ministerie van Defensie de veranderingen aan het Oekraïense leger in overeenstemming met de NAVO-normen op het NAVO-hoofdkwartier in Brussel. 

#### Oorlog in de Donbas
Bij het uitbreken van de oorlog in Oost-Oekraïne was hij chef-staf van antiterroristische operaties. In het bijzonder was hij een van de hoofdcommandanten van de antiterroristische operatietroepen tijdens de slag om Debaltseve in de winter van 2015. Hij leidde de veldslagen in Vuhlehirsk, het dorp Ridkodub en een mislukte poging om Lohvynove te heroveren. Hij coördineerde ook de terugtrekking van het Oekraïense leger uit Debaltseve. Onder zijn leiding werden mogelijke routes om de Karapulka-rivier over te steken, opgeblazen.
Syrskyi ontving de graad van Orde van Bohdan Khmelnytsky III en ontving later de rang van luitenant-generaal vanwege zijn prestatie tijdens de slag om Debaltseve.
 In 2016 leidde hij het gezamenlijke operationele hoofdkwartier van de strijdkrachten van Oekraïne, dat de operationele acties van verschillende Oekraïense veiligheidstroepen in de Donbas coördineert. In 2017 was hij commandant van de gehele antiterroristische operatie in Oost-Oekraïne. Het werd later vervangen door de Joint Forces-operatie.
Van 6 mei tot 5 augustus 2019 was hij commandant van de gezamenlijke operationele staf van de strijdkrachten van Oekraïne. Vanaf 5 augustus 2019 was Syrskyi de commandant van de grondtroepen van de strijdkrachten van Oekraïne. Op 23 augustus 2020 werd hij gepromoveerd tot de rang van kolonel-generaal.

### Russische invasie van Oekraïne
Tijdens de Russische invasie van Oekraïne organiseerde en leidde Syrskyi aanvankelijk de verdediging van Kiev.
In april 2022 ontving Syrskyi de onderscheiding Held van Oekraïne voor zijn inspanningen. In september 2022 meldden de media dat Syrskyi de architect was achter het succesvolle Charkov-tegenoffensief.
Syrskyi heeft opgetreden als woordvoerder en commandant van de Oekraïense Oostelijke Groepering van Strijdkrachten.  
In februari 2024 benoemde president Zelensky hem tot opperbevelhebber van de strijdkrachten van Oekraïne. Hij volgde Valerij Zaloezjny op. Zelensky liet weten dat er een vernieuwing van de strijdkrachten en hernieuwd leiderschap nodig was.

## Militaire rangen en onderscheidingen
- Generaal-majoor (20 augustus 2009)[21]
- Luitenant-generaal (5 december 2016)[22]
- Kolonel-generaal (23 augustus 2020)[23]
- Orde van Bohdan Khmelnytsky III-graad (14 maart 2015)[24]
- Orde van Bohdan Khmelnytsky II-graad (18 maart 2022)[25]
- Held van Oekraïne (5 april 2022)[26]
- Kruis van Militaire Verdienste (27 juli 2022)[27]
- Orde van Bohdan Khmelnytsky I-graad (11 december 2022)[28]

## Privé
Syrsky is getrouwd en heeft twee kinderen.